# Ada Wells
Ada Pike Wells, née le 29 avril 1863 à Henley-on-Thames en Angleterre, morte le 22 mars 1933 à Christchurch en Nouvelle-Zélande, est une féministe et travailleuse sociale néo-zélandaise.
Elle milite dans l'Union chrétienne des femmes pour la tempérance, participe à l'organisation du mouvement pour le droit de vote des femmes qui obtient gain de cause en 1893, la Nouvelle-Zélande devenant le premier pays autonome à appliquer ce droit.
Ada Wells fonde et préside le Canterbury Women's Institute, et devient la première secrétaire du Conseil national des femmes à sa création en 1896. Elle se dévoue aussi pour des œuvres caritatives, rejoignant le conseil d'administration de l'Ashburton and North Canterbury United Charitable Aid, et participant à la Prison Gate Mission pour la réinsertion des anciens détenus.
Elle milite pour l'indépendance financière des femmes, pour des jardins d'enfants gratuits, pour l'accès universel à l'enseignement secondaire, pour la réforme du gouvernement local.
Membre du Conseil national pour la paix, elle est contre la conscription et la guerre, et aide les objecteurs de conscience. Militante du végétarisme, elle promeut un régime ovo-lacto-végétarien. 
Après une nouvelle campagne militante, elle obtient en 1919 l'éligibilité des femmes aux élections parlementaires.

## Biographie

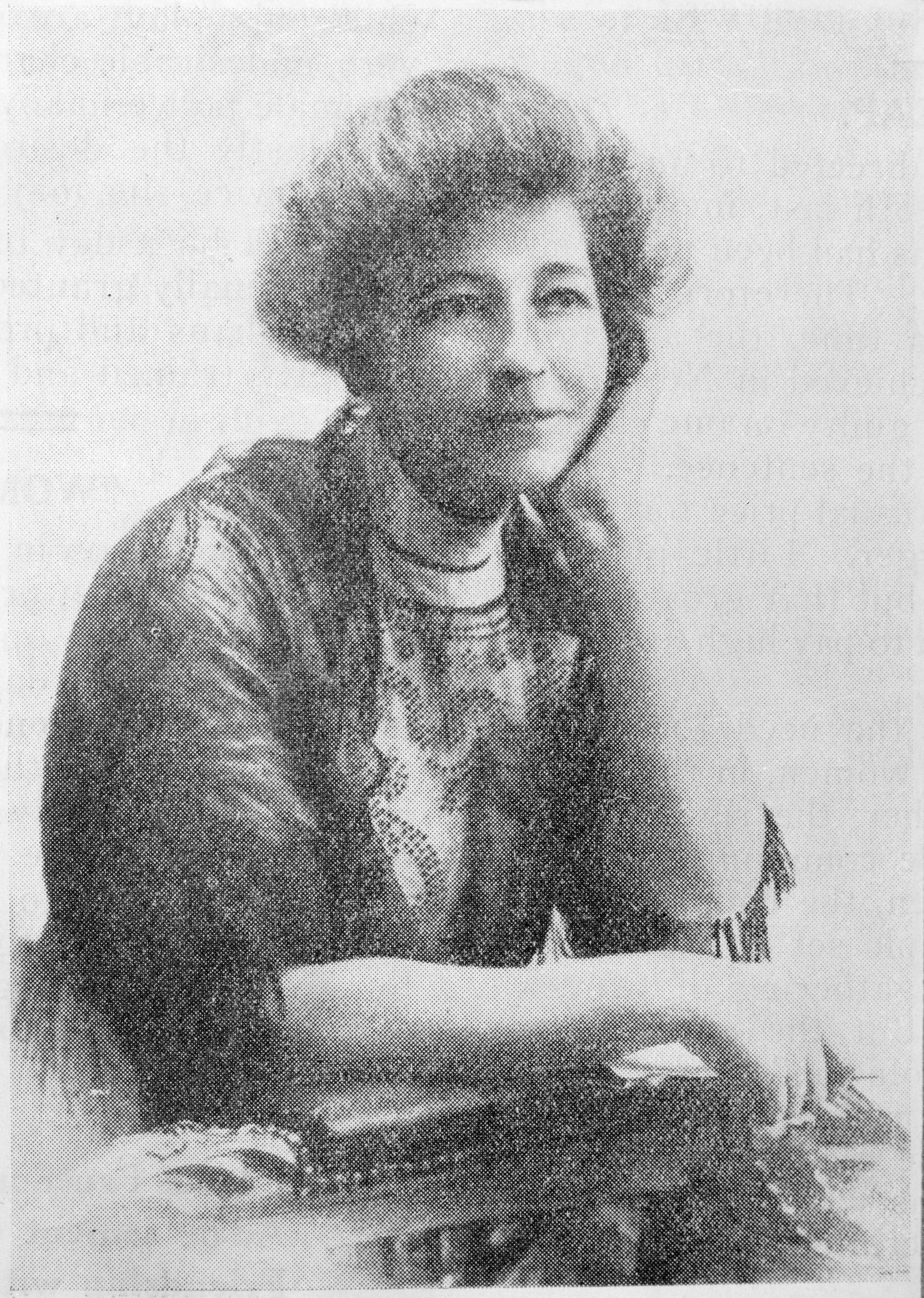
Ada Wells, vers 1910.

Ada Pike naît le 29 avril 1863 à Shepherd's Green près de Henley-on-Thames, dans l'Oxfordshire du Sud, en Angleterre. Elle a dix ans lorsque ses parents émigrent en Nouvelle-Zélande avec leurs quatre filles et leur fils. Ils arrivent à bord du Merope et débarquent à Lyttelton le 31 octobre 1873. Ada Pike fréquente l'école Avonside à partir de 1874, puis la Christchurch West High School à partir de 1876, où elle travaille ensuite comme élève-enseignante de 1877 à 1881.
Ada Pike poursuit ses études à l'Université de Canterbury, où elle passe la première partie de son BA en 1882. Elle est ensuite professeur assistante sous la direction d'Helen Connon à l'école supérieure pour jeunes filles à Christchurch. Elle essaye de transmettre à ses élèves sa passion de la musique, de la poésie et des langues.
En 1884, à 20 ans, elle épouse Harry Wells, organiste et chef de chœur de la cathédrale. De douze ans son aîné, doté d'un tempérament violent et d'un net penchant pour l'alcool, il n'arrive pas à conserver un emploi stable. Ils ont trois filles et un fils. Ada Wells doit souvent assumer seule les ressources financières et le soutien moral de sa famille, en donnant des cours supplémentaires et en prodiguant des soins et des massages corporels. 
Ada Wells est professeur à l'école Saint Albans, située dans un quartier pauvre et ouvrier de Christchurch. Avec l'aide de son mari, Ada Wells organise des concerts au profit du fonds des prix de l'école. Enceinte, elle demande en 1892 un congé de deux mois. Le conseil d'éducation de North Canterbury se prononce favorablement sur cette demande. Mais le directeur, James Speight, s'y oppose fermement et écrit une longue lettre sur « les délits de Madame Wells ». Plutôt que de se voir accorder un congé de maternité, Ada Wells se retrouve licenciée.
Dans les années 1880, elle milite au sein de l'Union chrétienne des femmes pour la tempérance (Women's Christian Temperance Union New Zealand, WCTU NZ), et elle est particulièrement active dans le mouvement pour le droit de vote des femmes en Nouvelle-Zélande. Pendant que Kate Sheppard est la personnalité publique la plus en vue de la campagne de la WCTU NZ pour le droit de vote des femmes, Ada Wells est l'organisatrice de l'association et de la campagne. En 1893, la Nouvelle-Zélande devient le premier pays autonome au monde dans lequel toutes les femmes ont le droit de vote aux élections parlementaires. Après cette victoire, de nombreuses militantes se retirent de l'action publique, mais Ada Wells continue la lutte pour l'égalité des femmes. Elle milite pour l'indépendance financière des femmes, pour des jardins d'enfants gratuits, pour l'accès universel à l'enseignement secondaire, pour réformer le gouvernement local, et pour d'autres mesures ponctuelles.
Ada Wells fonde en 1892 le Canterbury Women's Institute, une association comparable aux Women's Franchise Leagues des autres régions du pays, et elle en est longtemps la présidente. En 1896, membre fondatrice lors de la création du Conseil national des femmes de Nouvelle-Zélande, elle en est la première secrétaire.
De 1899 à 1906, Ada Wells rejoint aussi l'Ashburton and North Canterbury United Charitable Aid, et elle en est élue au conseil d'administration. Elle est également associée à la Prison Gate Mission pour la réinsertion des anciens détenus. 
Son mari Harry Wells meurt en 1918. Ada Wells meurt à Christchurch le 22 mars 1933, elle est inhumée au cimetière de Waimairi. 
Le ministère de la Culture et du Patrimoine organise en son honneur un prix commémoratif Ada Wells destiné aux étudiants de premier cycle.

## Militantisme
En tant que membre du Conseil national pour la paix, Ada Wells se prononce fermement contre la conscription et la guerre,, et elle vient en aide aux objecteurs de conscience de la Première Guerre mondiale.
Ada Wells préconise un régime alimentaire sans viande et elle est une militante du végétarisme. Lors de la conférence de 1897 du Conseil national des femmes, Ada Wells promeut un régime ovo-lacto-végétarien. Elle écrit des articles de magazine en faveur de la naturopathie et du végétarisme. Ada Wells est anti-vaccinationniste et opposée à la vivisection.
Elle fait également campagne, après le droit de vote des femmes, pour le droit des femmes à se présenter aux élections parlementaires. Ce droit lui est accordé en 1919, mais aucune femme n'est élue avant 1933. Membre du Parti travailliste de Nouvelle-Zélande, Ada Wells est, entre 1917 et 1919, la première femme membre du conseil municipal de Christchurch,.